# Tsodilo
Tsodilo is een site gelegen in het district North-West in het noordwesten van Botswana. De site is in 2001 opgenomen op de Werelderfgoedlijst van de UNESCO voor zijn rotstekeningen. Het woord Tsodilo is afkomstig van het Hambukushu woord sorile dat zwenking betekent.

## Geografie
Tsodilo wordt ook wel Het Louvre van de woestijn genoemd omdat de concentratie aan rotstekeningen er zo groot is. In een gebied van slechts 10 km² in de Kalahari-woestijn zijn er meer dan 4500 rotsschilderingen bewaard gebleven, op 500 individuele sites. In het gebied zijn vier grote bergen die door de San-bevolking de namen krijgen van Man, Vrouw en Kind. De vierde is eerder een heuvel en heeft geen naam, maar men beschouwt deze als de eerste vrouw van de Man die op de achtergrond is verdwenen toen hij met de Vrouw huwde. De mooiste sites zijn gelegen aan de noordelijke zijde van de Vrouw-berg.

## Archeologische waarde
De archeologische waarde van deze rotskunst is zeer groot omdat ze een chronologisch bewijs vormt van de menselijke activiteiten en de veranderingen van het milieu over een periode van meer dan 100.000 jaar. De precieze ouderdom van de afbeeldingen is niet altijd geweten, maar sommigen zijn meer dan 20.000 jaar oud terwijl andere slechts een eeuw oud zijn. Op de site zijn ook andere archeologische vondsten gedaan. Zo heeft men de theorieën over de migratie naar Zuidelijk Afrika kunnen vervolledigen, zijn er bewijzen van een klein meer en van mijnen gevonden, en vishaken van meer dan 20.000 jaar oud gemaakt uit dierenbeenderen.
De rotsschilderingen van Tsodilo zijn op een grote afstand gelegen van de andere sites met rotskunst in Zuidelijk Afrika. Bovendien zijn ze van stijl erg verschillend met de andere rotstekeningen. Er zijn vooral voorstellingen van geïsoleerde figuren van wilde en tamme dieren, waarbij de Elandantilope een vaak voorkomend motief is. Sommige tekeningen stellen scènes voor, maar slechts weinig vertellen echt een verhaal. Ook zijn er heel wat schematische ontwerpen en geometrische vormen terug te vinden. Een populaire figuur is deze van de man met een penis in erectie. Deze figuur staat symbool voor de hitte, energie, creatie en groei die met een trance-dans van de Bosjesmannen geassocieerd wordt. De schilderingen zouden immers door de Bosjesmannen aangebracht zijn. Vele afbeeldingen staan op onbereikbare plaatsen die uitkijken over het landschap. Dit kan wijzen op de controle over de hemel en de aarde om zij die op aarde leven te beschermen. Sommige afbeeldingen, zoals deze van walvissen en pinguïns wijzen op contact van de Bosjesmannen met andere culturen. Een belangrijke afbeelding is deze van een zebra op een kleine heuvel, die nu het logo van Botswana's Nationale Musea en Monumenten is.

## Symbolische waarde
De rotstekeningen hebben ook een belangrijke symbolische en religieuze waarde voor de lokale bevolking, de San, die op deze plaats de voorouders vereert. Men gelooft immers dat de rotsen de rustplaats zijn van de geesten van de gestorven voorouders. De goden zouden in de Vrouw-berg wonen en van daaruit over de wereld heersen. Vlak bij de top van de Man-berg is de meest heilige plaats gelegen. Na de schepping van de wereld zouden de geesten namelijk op die plaats voor het eerst geknield hebben om te bidden. Op dat ogenblik waren de rotsen nog zacht, waardoor de afdrukken van de knieën er nog te zien zijn.
Wie jaagt of moordt in de buurt van de rotsen, valt bij de goden in ongenade. Dit is de auteur Laurens van der Post overkomen tijdens het schrijven van zijn boek The Lost World of the Kalahari. Zijn opnameapparatuur begaf het en drie ochtenden lang werd zijn gezelschap door bijenzwermen geplaagd. Toen uitkwam dat mannen uit zijn gezelschap op dieren hadden gejaagd, heeft Sir Laurens van der Post een brief met verontschuldigingen begraven onder een wand met rotstekeningen. Dit werd blijkbaar door de voorouders aanvaard want nadien heeft zijn team geen problemen meer ervaren. De plaats waar hij de brief had begraven draagt nu zijn naam.